# 소송채
소송채(小松菜) 또는 고마츠나(일본어: コマツナ, Japanese mustard spinach, Brassica rapa var. perviridis)는 잎채소이다. 순무, 미즈나, 배추, 라피니를 양산하는 식물종인 브라시카 라파의 변종이다. 이 식물은 일부 아시아 국가에서 먹이로도 사용된다.
고마츠나는 일본 도쿄 주변 에도가와구 고마츠가와라는 장소와 관련되어 있으며 이곳에서 에도 시대 기간 동안 상당한 양이 재배되었다. 1719년 점심을 위해 사냥을 하기 위해 에도가와를 방문한 8대 정이대장군 도쿠가와 요시무네에 의해 명명되었다. 쇼군은 이 채소의 맛에 감명을 받아 이름을 고마츠나로 정했는데 이는 주변의 고마츠나강의 이름을 따온 것이다.

## 같이 보기
- 갓 (식물)